# Haley Anderson
Haley Danita Anderson (Santa Clara, 20 de novembro de 1991) é uma nadadora norte-americana que conquistou uma medalha de prata nos Jogos Olímpicos de Londres de 2012 na maratona de 10 km.

## Carreira

### Rio 2016
Anderson competiu nos 10 km feminino nos Jogos Olímpicos de Verão de 2016, ficando na quinta colocação.